# Copa América 1989
De Copa América 1989 was een voetbaltoernooi gehouden in Brazilië van 1 juli tot 16 juli 1989.
Alle landen van de CONMEBOL deden mee.
De landen werden verdeeld over twee groepen van vijf teams. De nummers één en twee gingen door naar de tweede groepsfase. Degene die die wist te winnen was winnaar van de Copa América.
De puntenverdeling was als volgt:
- Twee punten voor winst
- Eén punt voor gelijkspel
- Nul punten voor verlies

## Deelnemende landen
| Land         | Aantal deelnames | Huidig aantal deelnames op rij | Vorige deelname |
| ------------ | ---------------- | ------------------------------ | --------------- |
| Argentinië   | 31ste            | 12                             | 1987            |
| Bolivia      | 15de             | 7                              | 1987            |
| Brazilië (g) | 25ste            | 5                              | 1987            |
| Chili        | 27ste            | 6                              | 1987            |
| Colombia     | 10de             | 5                              | 1987            |
| Ecuador      | 16de             | 5                              | 1987            |
| Paraguay     | 25ste            | 9                              | 1987            |
| Peru         | 20ste            | 5                              | 1987            |
| Uruguay (t)  | 32ste            | 6                              | 1987            |
| Venezuela    | 6de              | 6                              | 1987            |

- (g) = gastland
- (t) = titelverdediger

## Speelsteden
| Rio de Janeiro                       | · Rio de Janeiro Goiânia Recife Salvador | · Rio de Janeiro Goiânia Recife Salvador | Goiânia                                  |
| Maracanã Capaciteit: 145.000         | · Rio de Janeiro Goiânia Recife Salvador | · Rio de Janeiro Goiânia Recife Salvador | Estádio Serra Dourada Capaciteit: 22.000 |
|                                      | · Rio de Janeiro Goiânia Recife Salvador | · Rio de Janeiro Goiânia Recife Salvador |                                          |
| Recife                               | · Rio de Janeiro Goiânia Recife Salvador | · Rio de Janeiro Goiânia Recife Salvador | Salvador                                 |
| Estádio do Arruda Capaciteit: 60.000 | · Rio de Janeiro Goiânia Recife Salvador | · Rio de Janeiro Goiânia Recife Salvador | Estádio Fonte Nova Capaciteit: 30.000    |
|                                      | · Rio de Janeiro Goiânia Recife Salvador | · Rio de Janeiro Goiânia Recife Salvador |                                          |

## Scheidsrechters
De organisatie nodigde in totaal twaalf scheidsrechters uit voor 26 duels. Tussen haakjes staat het aantal gefloten duels tijdens de Copa América 1989.

## Groepsfase

### Groep A
| Land      | Wed | Win | Gel | Ver | DV | DT | +/− | Pnt |
| --------- | --- | --- | --- | --- | -- | -- | --- | --- |
| Paraguay  | 4   | 3   | 0   | 1   | 9  | 4  | +5  | 6   |
| Brazilië  | 4   | 2   | 2   | 0   | 5  | 1  | +4  | 6   |
| Colombia  | 4   | 1   | 2   | 1   | 5  | 4  | +1  | 4   |
| Peru      | 4   | 0   | 3   | 1   | 4  | 7  | –3  | 3   |
| Venezuela | 4   | 0   | 1   | 3   | 4  | 11 | –7  | 1   |

|                                |                                                            |       |                        |                                                                                      |
| 1 juli 1989 «onderlinge duels» | Paraguay                                                   | 5 – 2 | Peru                   | Estádio Fonte Nova, Salvador Toeschouwers: 5.000 Scheidsrechter: Juan Carlos Loustau |
| 1 juli 1989 «onderlinge duels» | Cañete 38', 84' Neffa 41' Mendoza 51' Del Solar 75' (e.d.) |       | Hirano 30' Reynoso 80' | Estádio Fonte Nova, Salvador Toeschouwers: 5.000 Scheidsrechter: Juan Carlos Loustau |

|                                |                                           |       |               |                                                                                          |
| 1 juli 1989 «onderlinge duels» | Brazilië                                  | 3 – 1 | Venezuela     | Estádio Fonte Nova, Salvador Toeschouwers: 35.000 Scheidsrechter: Juan Daniel Cardellino |
| 1 juli 1989 «onderlinge duels» | Bebeto 2' Geovani 36' (pen.) Baltazar 57' |       | Maldonado 63' | Estádio Fonte Nova, Salvador Toeschouwers: 35.000 Scheidsrechter: Juan Daniel Cardellino |

|                                |                                                  |       |                    |                                                                                   |
| 3 juli 1989 «onderlinge duels» | Colombia                                         | 4 – 2 | Venezuela          | Estádio Fonte Nova, Salvador Toeschouwers: 4.000 Scheidsrechter: Rodolfo Martínez |
| 3 juli 1989 «onderlinge duels» | Higuita 36' (pen.) Iguarán 46', 75' de Ávila 71' |       | Maldonado 73', 88' | Estádio Fonte Nova, Salvador Toeschouwers: 4.000 Scheidsrechter: Rodolfo Martínez |

|                                |          |       |      |                                                                               |
| 3 juli 1989 «onderlinge duels» | Brazilië | 0 – 0 | Peru | Estádio Fonte Nova, Salvador Toeschouwers: 8.200 Scheidsrechter: Hernán Silva |
| 3 juli 1989 «onderlinge duels» |          |       |      | Estádio Fonte Nova, Salvador Toeschouwers: 8.200 Scheidsrechter: Hernán Silva |

|                                |             |       |               |                                                                                |
| 5 juli 1989 «onderlinge duels» | Peru        | 1 – 1 | Venezuela     | Estádio Fonte Nova, Salvador Toeschouwers: 1.500 Scheidsrechter: Vincent Mauro |
| 5 juli 1989 «onderlinge duels» | Navarro 30' |       | Maldonado 29' | Estádio Fonte Nova, Salvador Toeschouwers: 1.500 Scheidsrechter: Vincent Mauro |

|                                |             |       |          |                                                                               |
| 5 juli 1989 «onderlinge duels» | Paraguay    | 1 – 0 | Colombia | Estádio Fonte Nova, Salvador Toeschouwers: 1.500 Scheidsrechter: Oscar Ortubé |
| 5 juli 1989 «onderlinge duels» | Mendoza 51' |       |          | Estádio Fonte Nova, Salvador Toeschouwers: 1.500 Scheidsrechter: Oscar Ortubé |

|                                |                             |       |           |                                                                                   |
| 7 juli 1989 «onderlinge duels» | Paraguay                    | 3 – 0 | Venezuela | Estádio Fonte Nova, Salvador Toeschouwers: 3.000 Scheidsrechter: Rodolfo Martínez |
| 7 juli 1989 «onderlinge duels» | Neffa 41' Ferreira 50', 73' |       |           | Estádio Fonte Nova, Salvador Toeschouwers: 3.000 Scheidsrechter: Rodolfo Martínez |

|                                |          |       |          |                                                                               |
| 7 juli 1989 «onderlinge duels» | Brazilië | 0 – 0 | Colombia | Estádio Fonte Nova, Salvador Toeschouwers: 9.100 Scheidsrechter: Elias Jácome |
| 7 juli 1989 «onderlinge duels» |          |       |          | Estádio Fonte Nova, Salvador Toeschouwers: 9.100 Scheidsrechter: Elias Jácome |

|                                |             |       |            |                                                                                    |
| 9 juli 1989 «onderlinge duels» | Colombia    | 1 – 1 | Peru       | Estádio do Arruda, Recife Toeschouwers: 60.000 Scheidsrechter: Juan Carlos Loustau |
| 9 juli 1989 «onderlinge duels» | Iguarán 32' |       | Hirano 43' | Estádio do Arruda, Recife Toeschouwers: 60.000 Scheidsrechter: Juan Carlos Loustau |

|                                |                 |       |          |                                                                              |
| 9 juli 1989 «onderlinge duels» | Brazilië        | 2 – 0 | Paraguay | Estádio do Arruda, Recife Toeschouwers: 76.800 Scheidsrechter: Vincent Mauro |
| 9 juli 1989 «onderlinge duels» | Bebeto 47', 82' |       |          | Estádio do Arruda, Recife Toeschouwers: 76.800 Scheidsrechter: Vincent Mauro |

### Groep B
| Land       | Wed | Win | Gel | Ver | DV | DT | +/− | Pnt |
| ---------- | --- | --- | --- | --- | -- | -- | --- | --- |
| Argentinië | 4   | 2   | 2   | 0   | 2  | 0  | +2  | 6   |
| Uruguay    | 4   | 2   | 0   | 2   | 6  | 2  | +4  | 4   |
| Chili      | 4   | 2   | 0   | 2   | 7  | 5  | +2  | 4   |
| Ecuador    | 4   | 1   | 2   | 1   | 2  | 2  | 0   | 4   |
| Bolivia    | 4   | 0   | 2   | 2   | 0  | 8  | –8  | 2   |

|                                |             |       |         |                                                                                   |
| 2 juli 1989 «onderlinge duels» | Ecuador     | 1 – 0 | Uruguay | Estádio Serra Dourada, Goiânia Toeschouwers: 25.000 Scheidsrechter: Carlos Maciel |
| 2 juli 1989 «onderlinge duels» | Benítez 88' |       |         | Estádio Serra Dourada, Goiânia Toeschouwers: 25.000 Scheidsrechter: Carlos Maciel |

|             |              |       |       |                                                                                          |
| 2 juli 1989 | Argentinië   | 1 – 0 | Chili | Estádio Serra Dourada, Goiânia Toeschouwers: 25.000 Scheidsrechter: Arnaldo Cézar Coelho |
| 2 juli 1989 | Caniggia 55' |       |       | Estádio Serra Dourada, Goiânia Toeschouwers: 25.000 Scheidsrechter: Arnaldo Cézar Coelho |

|                                |                            |       |         |                                                                                          |
| 4 juli 1989 «onderlinge duels» | Uruguay                    | 3 – 0 | Bolivia | Estádio Serra Dourada, Goiânia Toeschouwers: 12.000 Scheidsrechter: Arnaldo Cézar Coelho |
| 4 juli 1989 «onderlinge duels» | Ostolaza 30', 60' Sosa 33' |       |         | Estádio Serra Dourada, Goiânia Toeschouwers: 12.000 Scheidsrechter: Arnaldo Cézar Coelho |

|                                |            |       |         |                                                                                  |
| 4 juli 1989 «onderlinge duels» | Argentinië | 0 – 0 | Ecuador | Estádio Serra Dourada, Goiânia Toeschouwers: 12.000 Scheidsrechter: José Ramírez |
| 4 juli 1989 «onderlinge duels» |            |       |         | Estádio Serra Dourada, Goiânia Toeschouwers: 12.000 Scheidsrechter: José Ramírez |

|                                |         |       |         |                                                                               |
| 6 juli 1989 «onderlinge duels» | Ecuador | 0 – 0 | Bolivia | Estádio Serra Dourada, Goiânia Toeschouwers: 3.000 Scheidsrechter: Jesús Díaz |
| 6 juli 1989 «onderlinge duels» |         |       |         | Estádio Serra Dourada, Goiânia Toeschouwers: 3.000 Scheidsrechter: Jesús Díaz |

|                                |                                        |       |       |                                                                                 |
| 6 juli 1989 «onderlinge duels» | Uruguay                                | 3 – 0 | Chili | Estádio Serra Dourada, Goiânia Toeschouwers: 3.000 Scheidsrechter: José Ramírez |
| 6 juli 1989 «onderlinge duels» | Sosa 44' Alzamendi 73' Francescoli 78' |       |       | Estádio Serra Dourada, Goiânia Toeschouwers: 3.000 Scheidsrechter: José Ramírez |

|                                |                                                               |       |         |                                                                                          |
| 8 juli 1989 «onderlinge duels» | Chili                                                         | 5 – 0 | Bolivia | Estádio Serra Dourada, Goiânia Toeschouwers: 18.000 Scheidsrechter: Arnaldo Cézar Coelho |
| 8 juli 1989 «onderlinge duels» | Olmos 9' Ramírez 10' Astengo 55' Pizarro 68' (pen.) Reyes 85' |       |         | Estádio Serra Dourada, Goiânia Toeschouwers: 18.000 Scheidsrechter: Arnaldo Cézar Coelho |

|                                |              |       |         |                                                                                |
| 8 juli 1989 «onderlinge duels» | Argentinië   | 1 – 0 | Uruguay | Estádio Serra Dourada, Goiânia Toeschouwers: 18.000 Scheidsrechter: Jesús Díaz |
| 8 juli 1989 «onderlinge duels» | Caniggia 69' |       |         | Estádio Serra Dourada, Goiânia Toeschouwers: 18.000 Scheidsrechter: Jesús Díaz |

|                                 |                        |       |            |                                                                                  |
| 10 juli 1989 «onderlinge duels» | Chili                  | 2 – 1 | Ecuador    | Estádio Serra Dourada, Goiânia Toeschouwers: 5.000 Scheidsrechter: Carlos Maciel |
| 10 juli 1989 «onderlinge duels» | Olmos 44' Letelier 88' |       | Avilés 89' | Estádio Serra Dourada, Goiânia Toeschouwers: 5.000 Scheidsrechter: Carlos Maciel |

|                                 |            |       |         |                                                                                     |
| 10 juli 1989 «onderlinge duels» | Argentinië | 0 – 0 | Bolivia | Estádio Serra Dourada, Goiânia Toeschouwers: 5.000 Scheidsrechter: Nelson Rodríguez |
| 10 juli 1989 «onderlinge duels» |            |       |         | Estádio Serra Dourada, Goiânia Toeschouwers: 5.000 Scheidsrechter: Nelson Rodríguez |

## Finaleronde
| Land       | Wed | Win | Gel | Ver | DV | DT | +/− | Pnt |
| ---------- | --- | --- | --- | --- | -- | -- | --- | --- |
| Brazilië   | 3   | 3   | 0   | 0   | 6  | 0  | +6  | 6   |
| Uruguay    | 3   | 2   | 0   | 1   | 5  | 1  | +4  | 4   |
| Argentinië | 3   | 0   | 1   | 2   | 0  | 4  | –4  | 1   |
| Paraguay   | 3   | 0   | 1   | 2   | 0  | 6  | –6  | 1   |

|                                 |                                       |       |          |                                                                                               |
| 12 juli 1989 «onderlinge duels» | Uruguay                               | 3 – 0 | Paraguay | Estádio do Maracanã, Rio de Janeiro Toeschouwers: 100.135 Scheidsrechter: Juan Carlos Loustau |
| 12 juli 1989 «onderlinge duels» | Francescoli 28' Alzamendi 82' Paz 89' |       |          | Estádio do Maracanã, Rio de Janeiro Toeschouwers: 100.135 Scheidsrechter: Juan Carlos Loustau |

|                                 |                        |       |            |                                                                                                  |
| 12 juli 1989 «onderlinge duels» | Brazilië               | 2 – 0 | Argentinië | Estádio do Maracanã, Rio de Janeiro Toeschouwers: 100.135 Scheidsrechter: Juan Daniel Cardellino |
| 12 juli 1989 «onderlinge duels» | Bebeto 48' Romário 55' |       |            | Estádio do Maracanã, Rio de Janeiro Toeschouwers: 100.135 Scheidsrechter: Juan Daniel Cardellino |

|                                 |               |       |            |                                                                                               |
| 14 juli 1989 «onderlinge duels» | Uruguay       | 2 – 0 | Argentinië | Estádio do Maracanã, Rio de Janeiro Toeschouwers: 53.909 Scheidsrechter: Arnaldo Cézar Coelho |
| 14 juli 1989 «onderlinge duels» | Sosa 38', 81' |       |            | Estádio do Maracanã, Rio de Janeiro Toeschouwers: 53.909 Scheidsrechter: Arnaldo Cézar Coelho |

|                                 |                             |       |          |                                                                                       |
| 14 juli 1989 «onderlinge duels» | Brazilië                    | 3 – 0 | Paraguay | Estádio do Maracanã, Rio de Janeiro Toeschouwers: 53.909 Scheidsrechter: Elias Jácome |
| 14 juli 1989 «onderlinge duels» | Bebeto 16', 52' Romário 58' |       |          | Estádio do Maracanã, Rio de Janeiro Toeschouwers: 53.909 Scheidsrechter: Elias Jácome |

|                                 |            |       |          |                                                                                      |
| 16 juli 1989 «onderlinge duels» | Argentinië | 0 – 0 | Paraguay | Estádio do Maracanã, Rio de Janeiro Toeschouwers: 148.068 Scheidsrechter: Jesús Díaz |
| 16 juli 1989 «onderlinge duels» |            |       |          | Estádio do Maracanã, Rio de Janeiro Toeschouwers: 148.068 Scheidsrechter: Jesús Díaz |

|                                 |             |       |         |                                                                                        |
| 16 juli 1989 «onderlinge duels» | Brazilië    | 1 – 0 | Uruguay | Estádio do Maracanã, Rio de Janeiro Toeschouwers: 148.068 Scheidsrechter: Hernán Silva |
| 16 juli 1989 «onderlinge duels» | Romário 49' |       |         | Estádio do Maracanã, Rio de Janeiro Toeschouwers: 148.068 Scheidsrechter: Hernán Silva |

|                               |
| Vlag van Brazilië (1968-1992) |
| BRAZILIË 4de titel            |

## Doelpuntenmakers
6 doelpunten
- Bebeto

4 doelpunten
- Rubén Sosa
- Carlos Maldonado

3 doelpunten
- Romário
- Arnoldo Iguarán

2 doelpunten
- Claudio Caniggia
- Juvenal Olmos
- Buenaventura Ferreira
- Adolfino Cañete

- Alfredo Mendoza
- Gustavo Neffa
- Jorge Hirano

- Antonio Alzamendi
- Enzo Francescoli
- Santiago Ostolaza

1 doelpunt
- Baltazar
- Geovani
- Fernando Astengo
- Juan Carlos Letelier
- Jaime Pizarro

- Jaime Ramírez
- Oscar Reyes
- Antony de Ávila
- René Higuita
- Ney Avilés

- Ermen Benítez
- Franco Navarro
- Juan Reynoso
- Rubén Paz

Eigen doelpunt
- José del Solar

1916 · 
1917 · 
1919 · 
1920 · 
1921 · 
1922 · 
1923 · 
1924 · 
1925 · 
1926 · 
1927 · 
1929 · 
1935 · 
1937 · 
1939 · 
1941 · 
1942 · 
1945 · 
1946 · 
1947 · 
1949 · 
1953 · 
1955 · 
1956 · 
1957 · 
1959 · 
1959 · 
1963 · 
1967 · 
1975 · 
1979 · 
1983 · 
1987 · 
1989 · 
1991 · 
1993 · 
1995 · 
1997 · 
1999 · 
2001 · 
2004 · 
2007 · 
2011 · 
2015 · 
2016 ·
2019 ·
2021 ·
2024